# Keuco
Die Keuco GmbH & Co. KG (Eigenschreibweise: KEUCO) ist ein Anbieter für Badausstattungen. Das Sortiment des Unternehmens umfasst Armaturen, Accessoires, Spiegelschränke, Waschtische und Badmöbel. Der Hauptsitz von Keuco ist seit der Gründung 1953 in Hemer. Weitere Produktionsstandorte sind in Gütersloh und Bünde.

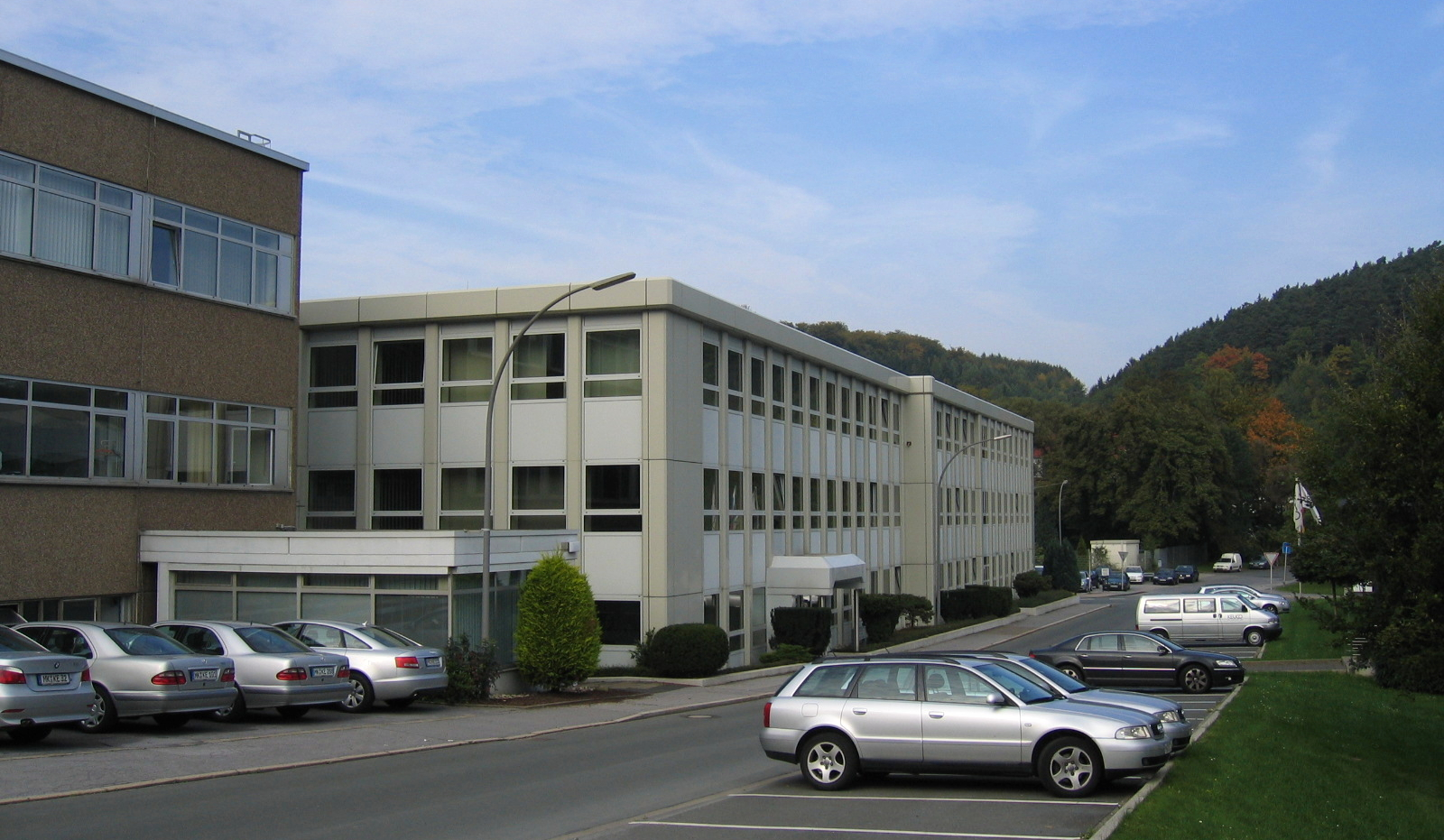
Verwaltungsgebäude

## Geschichte
Der Grundstein von Keuco wurde 1879 mit der Gründung der Firma „Turk & Bolte“ aus Iserlohn gelegt. 1953 gründeten Paul Keune und Hermann Bönner mit Unterstützung von Eduard Baron de Becker Remy und Josef Himrich die „Paul Keune & Co. KG“ im damals noch selbstständigen Becke. 1984 wurde aus der Firmenbezeichnung Paul Keune & Co. KG der heutige Name Keuco kreiert. 1960 erfolgte der Umzug in eine neu errichtete größere Firmenzentrale, die wenige hundert Meter vom ursprünglichen Werk entfernt liegt. Nach weiteren Ausbauten in den 1970er Jahren wurde 1995 das Warenverteilzentrum errichtet.
Mit der Übernahme des damals größten Konkurrenten „Turk & Bolte“ aus Iserlohn im Jahr 1986 wurde Keuco Marktführer im Bereich Bad-Accessoires. 1987 erwarb Keuco den Herforder Hersteller für Küchen- und Badmöbel „Herzküchen“ und konnte fortan Badmöbel selbst fertigen. Der Spiegelschrank-Produzent „Twick & Lehrke“ aus Gütersloh wurde 1995 übernommen. Seit 2002 stellt Keuco Armaturen her. Diese werden in Hemer gefertigt.

## Gegenwart

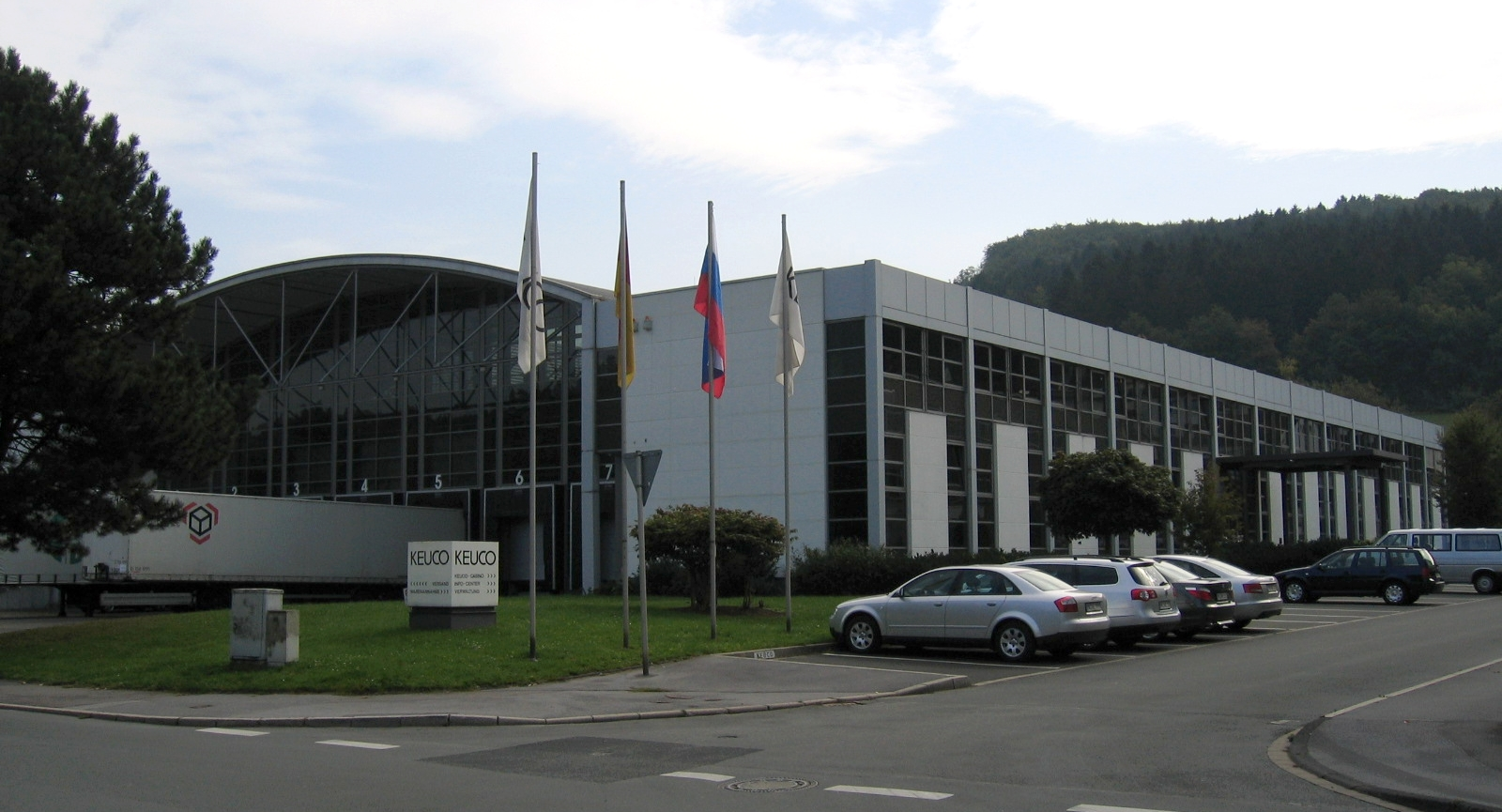
Warenverteilzentrum

Das Unternehmen ist im Besitz der Familien de Becker Remy und Himrich sowie der Familie König. Die Hauptgesellschafter sind alle Familienmitglieder der Unternehmensgründer. Keuco wird seit dem 1. Oktober 2020 von dem Geschäftsführer Lubert Winnecken geleitet, der die bisherigen Geschäftsführer, Hartmut Dalheimer und Engelbert Himrich, ablöst.
Keuco erhielt für verschiedene Badeinrichtungskonzepte und Produkte Designpreise, wie den Red Dot Award, Design Plus Award, IF Design Award und den Iconic Award.

## Standorte
Der Hauptsitz von Keuco ist in Hemer. Das Unternehmen eröffnete 1963 in Belgien die erste von heute 72 internationalen Niederlassungen.